# Andrzej Lubas
Andrzej Lubas (ur. 14 lutego 1951 w Lubaniu) – polski lekkoatleta, płotkarz specjalizujący się w biegu na 110 metrów przez płotki, medalista mistrzostw Polski.

## Życiorys
Był zawodnikiem Hutnika Kraków.
Na mistrzostwach Polski seniorów na otwartym stadionie wywalczył jeden medal: srebrny w biegu na 110 metrów przez płotki w 1980. Ponadto jeszcze pięciokrotnie biegał w finale MP. W 1981 ukończył studia w Akademii Wychowania Fizycznego w Warszawie.
Jego rekord życiowy w biegu na 110 metrów ppł wynosił 13,8 (24.05.1975 - pomiar ręczny), 14,08 (24.05.1975 - pomiar elektroniczny).
Studiował na Politechnice Krakowskiej (uzyskał tytuł inżyniera chemika bez magisterium). Ukończył studia w Wyższej Akademii Wychowania Fizycznego w Poznaniu, pracował jako nauczyciel w-f w Zielonej Górze.